# 수경주

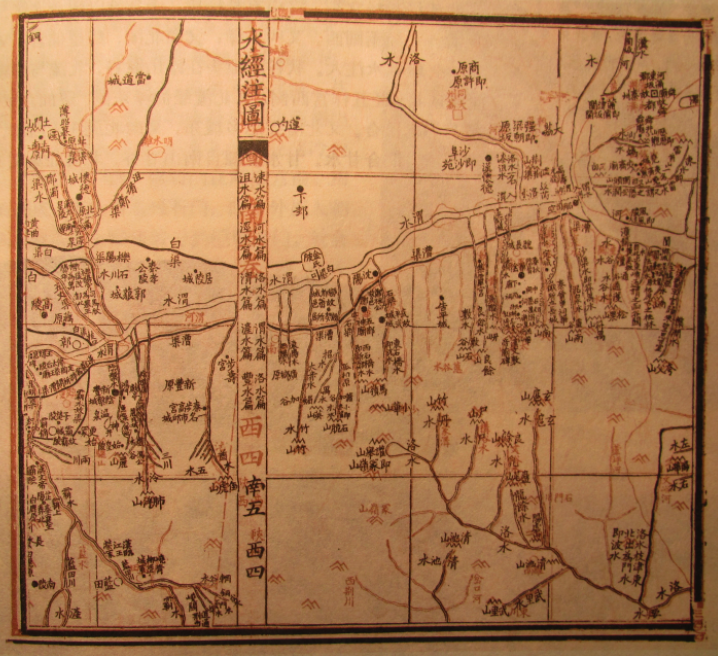

《수경주》(水經注)는 중국 남북조 시대에 저작된 지리서이다. 《수경》(水經)이란 책에 주석이 추가된 서적이다. 책의 저작 연대는 연창(延昌) 4년(515년)으로 추정된다. 30여만자의 내용에 1,252개의 하천이 기록되어 있는 방대한 지리서라고 한다.

## 《수경》
주석이 없는 원본 《수경》은 전한(前漢) 시대에 상흠(桑欽)이라는 사람이 지었다고 전한다. 그러나 《수서 경적지》(隋書經籍志)에는 작자 미상이라고 하였고, 《구당서》와 《신당서》에는 진(晉)나라의 학자 곽박(郭璞)이 저자라고 하였다. 《통전》(通典)에는 지명의 명칭을 고증한 결과로 후한 순제 이후에 등장한 서적이라고 하였다. 청나라 말기 학자인 양수경(楊守敬)은 수경은 3국 시대 이후에 만들어졌다고 하였다.

## 《수경주》의 내용
《수경주》의 주요 내용은 고대 중국의 수로를 기술한 것이다. 추가적으로 지역의 특색을 기술하였다. 본문의 내용에 주석을 붙어있는 형식으로 되어있다. 《수경주》는 북위 시대에 역도원에 의해 편집되었다. 《수경》의 원래 분량에서 40배 크기로 방대해 졌다. 10세기 무렵 책의 일부 내용이 유실 되었다. 그리고, 책의 내용도 경문(본문)과 주석이 뒤죽박죽이 되었다. 《수경주》를 복원하려고 명나라. 청나라의 유명한 학자들이 조사하여 조합한 결과, 여러 종류의 복원이 이루어졌다. 그중에서 가장 상세한 고증본은 명나라의 주모위(朱謀瑋)가 1615년에 복원한 《수경주소》(水經注疏)이다. 《수경주소》를 토대로 하여 전조망과 대진 등이 문장을 추가한 《수경주》가 나왔다.